# Kaleidoscope (band)
 For alternative betydninger, se Kaleidoscope. (Se også artikler, som begynder med Kaleidoscope)
Kaleidoscope (oprindeligt The Kaleidoscope) var et amerikansk band, der var aktivt i årene 1966 til 1970. Bandet spillede en blanding af psykedelisk rock og folkrock. De nåede at udgive 4 musikalbumpå pladeselskabet Epic Records. Bandets hovedfigur var guitaristen David Lindley.
Bandet blev kortvarigt gendannet i 1976 og senere igen i 1990-91. David Lindley deltog dog ikke fuldt ud i gendannelsen i 1976, og havde ikke noget at gøre med bandet ved gendannelsen i 1990-91.
Kaleidoscope medvirker på soundtracket til Michelangelo Antonioni's film Zabriskie Point fra 1970 (numrene "Brother Mary" og "Mickey's Tune").

## Oprindelige medlemmer
Kaleidoscopes oprindelige medlemmer var
David Lindley
Solomon Feldthouse
Chris Darrow
Chester Crill (også kendt som Max Budda, Max Buda, Fenrus Epp, Templeton Parcely)
John Vidican

## Discografi
- Side Trips (1967)
- A Beacon from Mars (1968)
- Incredible! Kaleidoscope (1969)
- Bernice (1970)
- When Scopes Collide (1976)
- Bacon from Mars (1983) (opsamling)
- Rampe, Rampe (1983) (opsamling)
- Egyptian Candy (A Collection) (1990) (opsamling)
- Greetings From Kartoonistan... (We Ain't Dead Yet) (1991)
- Beacon From Mars & Other Psychedelic Side Trips (2004) (opsamling)
- Pulsating Dreams (2004) (opsamling)

## Eksterne links
- pulsatingdream.com Kaleidoscope fan site Arkiveret 13. april 2010 hos  Wayback Machine

| Musikgruppe | Spire Denne artikel om en amerikansk musikgruppe er en spire som bør udbygges. Du er velkommen til at hjælpe Wikipedia ved at udvide den. |